# Ritva Wäre
Ritva Tuulikki Wäre, född 20 september 1945 i Helsingfors, är en finländsk museitjänsteman.
Wäre blev filosofie doktor 1991. Hon var 1966–1971 forskningsassistent vid Arkeologiska kommissionen, 1972–1974 forskare vid Museiverkets byggnadshistoriska avdelning och 1974–1982 vid dess allmänna avdelning; assistent i konsthistoria vid Helsingfors universitet 1982–1992. Hon blev 1992 avdelningsdirektör vid Museiverket och chef för Finlands nationalmuseum samt var 2003–2009 överdirektör för nationalmuseet.
Wäre har innehaft flera förtroendeuppdrag, bland annat medlemskap i styrelsen för Finska fornminnesföreningen 1993-1999.